# Viktorin Beljajew
Viktorin Beljajew (eigentlich Wladimir Wassiljewitsch Beljajew; * 4. Juni 1903 in Bloschniki; † 16. März 1990) war russisch-orthodoxer Bischof von Wien und Österreich.

## Werdegang
Viktorin Beljajew wurde im Dorf Bloschniki in der heutigen Wizebskaja Woblasz geboren.
Nachdem er 1924 das Geistliche Seminar in Wilna abgeschlossen hatte, wurde er am 29. April 1928 vom Erzbischof von Wilna Feodosi zum Priester geweiht. Er wirkte in den Gemeinden Wilna, im Dorf Olekschizy, Gebiet Grodno, in Grodno, in Tula, in Aleksino und in Iwanowo. Er machte 1931 seinen Abschluss an der Theologischen Fakultät der Universität Warschau und beendete 1962 die Geistliche Akademie in Moskau mit dem Titel eines Kandidaten der Theologie.
Nach Empfang der Mönchsweihe (mit dem Namen Viktorin) am 1. Juni 1973 und der Erhebung zum Archimandriten, erfolgte am 3. Juni 1973 in der Epiphanien-Kathedrale die Bischofsweihe durch den Patriarchen Pimen I. unter Mitwirkung der Metropoliten von Leningrad und Nowgorod Nikodim, von Kiew und Galic Filaret, von Krutizy und Kolomna Serafim, von Tula und Beljow Juwenali, von Cherson und Odessa Sergij, von Lemberg und Ternopil Nikolaj, der Erzbischöfe von Charkiw und Bohoduchiw Nikodim, von Simferopol und der Krim Leonti, von Wolokolamsk Pitirim und der Bischöfe von Pensa und Saransk Melchisedek, von Dmitrow Wolodymyr, von Kalinin und Kašinsk Germogen, von Woronesch und Lipezk Platon, von Podolsk Serapion und von Saraisk Chrisostom.
Er wirkte zunächst als Bischof von Perm und Solikamsk, bis er am 3. September 1974 Bischof von Wien und Österreich wurde. Vor seiner Ernennung zum Diözesanbischof von Tula und Beljow am 11. Juni 1977, war er Bischof von Alexin, der Vikarbischof der Diözese Tula und Beljow. Ab 10. April 1978 war er Bischof von Vilnius und Litauen und wurde am 9. September 1982 zum Erzbischof erhoben.

## Auszeichnungen
- Orden des hl. Sergius von Radonesch, 2. Klasse (1983)
- Orden des hl. Apostelgleichen Großfürsten Vladimir, 1. Klasse (1988)